# Herman Gorter

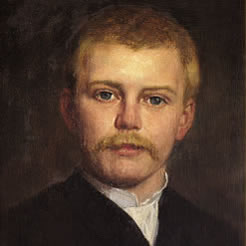
Retrato de Herman Gorter.

Herman Gorter (Wormerveer, 26 de noviembre de 1864 - Bruselas, 15 de septiembre de 1927) fue un poeta y político comunista neerlandés.

## Biografía
Durante la I Guerra Mundial, mantuvo una postura coherente con el socialismo, esto es, una oposición franca a la guerra.
Fue uno de los fundadores del Partido Comunista Obrero de los Países Bajos, de carácter antiparlamentario y participó así mismo en el Partido Comunista Obrero de Alemania (KAPD). Representa, junto a su compañero Anton Pannekoek, una de las figuras destacadas del comunismo de consejos o consejismo en los primeros momentos.
Tras la requisitoria de Lenin a los consejistas con su famoso escrito "La enfermedad infantil del 'izquierdismo' en el comunismo", Gorter contraatacó con su "Carta abierta al camarada Lenin".
Después del fracaso de la intentona revolucionaria de marzo de 1921, instigada por el Partido Comunista de Alemania (KPD), escribió otra carta abierta a Lenin (la última de las que le dirigió), con el nombre de "Las lecciones de las Jornadas de Marzo". En este escrito, acusaba a Lenin de haber sido el inspirador de este movimiento insurreccional que estaba claramente destinado a la derrota.

## La Revolución Rusa
Con su amigo Anton Pannekoek, otro famoso teórico marxista holandés, Gorter analizó la Revolución Rusa en términos del materialismo histórico. Mostraron cómo esta revolución fue en parte proletaria y en parte campesina, es decir, una revolución capitalista. Porque los campesinos deseaban el minifundio, la propiedad privada y la división de la tierra. Contra 10 millones de proletarios, inclinados a la concepción socialista, había más de 100 millones de campesinos, con ideología capitalista. Si la revolución mundial del proletariado venía a ayudar, estos diez millones se convertirían en parte del proletariado poderoso que había conquistado y emancipado el mundo. Pero si la revolución mundial no venía a ayudar, entonces el futuro de la revolución estaría determinado por las condiciones de clase existentes en Rusia y un nuevo período capitalista se establecería. Y la consecuencia sería que Rusia pasaría de ser el centro de la revolución mundial, a ser un poderoso aliado del capitalismo mundial, aliado a otros estados capitalistas, en enemistad con las luchas de la clase obrera.
Gorter viajó en 1921, ilegalmente, al tercer congreso de la III Internacional, como delegado del KAPD, para defender este punto de vista. Lenin ya había optado por la adopción del capitalismo. Cuando la derrota de los espartaquistas en Alemania hubo impedido la revolución mundial, Lenin intentó, volviendo a la táctica del parlamentarismo y el sindicalismo, ganar las alas izquierdas de los partidos socialistas. La mayoría de los comunistas alemanes se opuso a ella vigorosamente. Fueron excluidos del KPD y Lenin escribió contra ellos su folleto sobre “la enfermedad infantil”.
Gorter responderá con dureza a la enfermedad infantil del izquierdismo de Lenin en el pequeño folleto titulado carta abierta al camarada Lenin. En su opinión, afirmó que la táctica de Lenin iba a sepultar la Revolución Rusa de octubre de 1917; colapsar la lucha mundial por el socialismo e implicaría la interrupción irreparable de la revolución mundial. Anton Pannekoek, en referencia a la  carta abierta al camarada Lenin, esclareciendo las diferencias entre el KAPD (del cual Gorter era uno de sus principales ideólogos) y el bolchevismo liderado por Lenin, diferencias que se tornarán insalvables, manifestará:

Dos concepciones fundamentalmente diferentes se oponen en estas dos obras. La tarea histórica de Lenin, en tanto que jefe del partido bolchevique, consistía en hacer pasar a Rusia de su forma de producción primitiva y agraria a la industrialización, por medio de una dictadura social y política que condujo al capitalismo de estado. Y porque no conocía el capitalismo más que desde fuera y no desde dentro, creyó poder liberar a los trabajadores de todo el mundo haciendo de ellos cohortes disciplinadas del “Partido comunista”. A partir de entonces, sólo tenían que seguir el ejemplo ruso. Gorter replicaba a esto que en Rusia la revolución sólo había podido vencer gracias a la ayuda de las masas campesinas y que, precisamente, esta ayuda faltaba en Occidente donde los campesinos mismos eran propietarios. En Rusia sólo había que deshacerse de un despotismo asiático podrido. En Occidente, los trabajadores se enfrentaban a la potencia formidable del capitalismo. Sólo se librarán de él si se elevan ellos mismos al grado necesario de fuerza revolucionaria, de unidad de clase, de independencia, de lucidez. Lógicamente, la política de Lenin desembocó después en Rusia en el estalinismo, dividió al proletariado de Occidente y lo ha vuelto impotente por el casi-revolucionarismo fanático y jactancioso del partido comunista.

Durante el curso de entrevistas personales con Lenin y reuniones con el Comité Ejecutivo de la III Internacional, trató de convencerlos de sus errores. Pero no tardó en ver y comprender por qué sus esfuerzos fueron en vano: Rusia no podía convertirse en otra cosa que en un Estado burgués. El KAPD rechazará las condiciones de admisión a la Internacional (las famosas “21 condiciones”, obra personal de Lenin)  y será expulsada de la Tercera Internacional. Pero Gorter consideraba inevitable la desintegración de la III Internacional y veía al comunismo ante él, reviviendo y conquistado por fin, después de los desastres causados por las acciones de los bolcheviques.

## Últimos años
En los años posteriores a 1920, Gorter trabajó, en conexión con los pequeños grupos de la extrema izquierda, en clarificar la idea de la organización de los consejos obreros y de este modo trabajó para un futuro renacimiento de la lucha de clase del proletariado. Su salud se deterioró gravemente durante estos últimos años. Como consecuencia de repetidos periodos de sobreesfuerzo, a los que se sumó el terrible golpe de la muerte de su esposa en 1916, y debido también a la depresión que sufrió como consecuencia de la decepcionante evolución del movimiento obrero, padeció asma bronquial crónica, de origen nervioso, que lo agotaba físicamente. Su enfermedad empeoró repentinamente durante una visita a Suiza, y murió durante su regreso a Bruselas el 15 de septiembre de 1927.